# Wanda Wolska-Conus
Wanda Wolska-Conus (ur. 22 października 1919 w Berdyczowie, zm. 25 kwietnia 2012 w Paryżu) – polska i francuska historyk, bizantynolog, filolog klasyczny, mecenas kultury.

## Życiorys
Ojciec był zarządcą majątku Chreptowiczów, matka pochodziła z Łotwy. Brat Jerzy zmarł bezdzietnie w latach 90. w Białymstoku. Edukację średnią pobierała w Gimnazjum Skrzypkowskiej w Łodzi. Studia z zakresu filologii klasycznej, przerwane II wojną światową, rozpoczęła na Uniwersytecie Warszawskim w 1937 roku pod kierunkiem min. profesora Kazimierza Kumanieckiego.
W okresie II wojny światowej była żołnierzem Armii Krajowej – łączniczką w powstaniu warszawskim. Następnie przebywała w obozach niemieckich: Faringbosten, Bergen-Belsen i Niederlangen. Po wyzwoleniu tego ostatniego obozu przez generała Stanisława Maczka udała się do Paryża, gdzie zamieszkała w domu rodziny – Jana i Eugenii Żarnowskich, historyków sztuki.
Ukończyła studia klasyczne na Sorbonie. Związała się z prestiżowym seminarium bizantynistycznym mediewisty Paula Lemerle'a. Studia uzupełniała w Collège de France. Jej doktorat obroniony w 1958 roku, opublikowano w roku 1962. Długo pracowała w Centre Nationale des Recherches Scietnifiques – francuskim odpowiedniku PAN). Bardzo aktywna naukowo. Najważniejsze prace poświęciła Kosmasowi Indikopleustesowi, szkole prawniczej w Konstantynopolu (Psellos, Ksyfilinos), Stefanosowi z Aleksandrii. Długo współpracowała z „Revue des Etudes Byzantines”. Pod koniec życia zainteresowała się medycyną bizantyńską i temu poświęciła ostatnie artykuły.
Jej największym osiągnięciem jest praca o Kosmasie Indikopleustesie, najsłynniejszym bizantyńskim podróżniku (żył w VI w.). Miejsce w światowej historiografii zapewniło jej wydanie wraz z komentarzem i przekładem jego dzieła „Chrześcijańska topografia wszechświata” (do czasu Marco Polo było to najważniejsze dzieło geograficzne średniowiecza). Edycja źródła wraz z bogatym komentarzem i przekładem na francuski pozostaje do dziś pozycją klasyczną.
Wanda Wolska była drugą żona Borysa Conusa, starszego o 20 lat wdowca. Nie mieli dzieci. Po rodzinie Żarnowskich odziedziczyła kolekcję ok. 200 rysunków i rycin związanych z włoska szkołą Tycjana. W latach 90. podarowała ją Zamkowi Królewskiemu w Warszawie wraz z biblioteką wujostwa oraz szklanymi fotografiami dotyczącymi historii sztuki. Stanowiło to zaczątek Funduszu Wandy Wolskiej-Conus, w sprawie którego porozumiała się z profesorem Andrzejem Rottermundem, wspierając finansowo zakupy biblioteczne Zamku. Uczyniła także legat na rzecz Zamku Królewskiego. Przez lata emigracji utrzymywała ścisły kontakt z Biblioteką Polską w Paryżu oraz z serią „Sources chrétiennes” w Lyonie, będąc stałym dobroczyńcą tych instytucji. Wspomagała przez długie lata polskie środowisko bizantynistyczne w kwerendach naukowych. 
Została pochowana 2 maja 2012 na Cmentarzu Les Champeaux w Montmorency pod Paryżem.

## Nagrody
W roku 2002 otrzymała Nagrodę Ministra Kultury Waldemara Dąbrowskiego „Mecenas Kultury” w kategorii Donator – za przekazanie wielu darów dla Zamku Królewskiego w Warszawie, min. ofiarowanie zbioru rysunków i obrazów reprezentujących szkoły europejskie od XVI do XVII wieku.

## Wybrane publikacje

### Książki i wydania źródeł
- La topographie chrétienne de Cosmas Indicopleustes: théologie et sciences au VIe siècle, Paris: Presses Universitaires de France 1962. Bibliothèque byzantine, t. 3 [Texte remanié de Thèse de doctorat: Lettres, Paris 1958].
- Cosmas Indicopleustes, Topographie chrétienne, t .1:(Livres I-IV), introduction, texte critique, illustration, traduction et notes par Wanda Wolska-Conus, preface de Paul Lemerle,  Paris: Les Éditions du Cerf 1968. Seria: Sources chrétiennes, t. 148.
- Cosmas Indicopleustès, Topographie chrétienne, t. 2:(Livre V), introduction, texte critique, illistration, traduction et notes par Wanda Wolska-Conus, Paris: Les Éditions du Cerf 1970. Seria: Sources Chrétiennes, t.159.
- Cosmas Indicopleustès, Topographie chrétienne, t. 3:(Livres VI-XII), introduction, texte critique, illustration, traduction et notes par Wanda Wolska-Conus, Paris: Les Éditions du Cerf 1973. Seria: Sources Chrétiennes, t.197 [rec.: t.1-3 – Jean Darrouzès, „Revue des études byzantines” 33(1975), s. 302-303].
- Cosma Indicopleusta, Topografia cristiana. Libri I-V, a cura di Garzya A. con una premessa di Wolska - Conus W. e una postafazione Maisano R., Napoli 1992.

### Artykuły
- (wyd.) Les sources grecques pour l'histoire des Pauliciens d'Asie Mineure, texte critique et traduction par Charles Astruc, Wanda Conus-Wolska, Jean Gouillard, Paul Lemerle, Denise Papachryssanthou, Jean Paramelle, „Travaux et Mémoires” 4(1970), s. 1-227.
- „De quibusdam Ignatiis”, „Travaux et Mémoires” 4(1970), s. 329-360.
- Deux contributions à l'histoire de la géographie: I. La diagnôsis ptoléméenne : date et lieu de composition, „Travaux et Mémoires” 5(1973), s. 259-273.
- Deux contributions à l'histoire de la géographie: II. La „Carte de Théodose II: sa destination”, „Travaux et Mémoires” 5(1973), s. 274-279.
- Geographie [w:] Reallexikon für Antike und Christentum, t. 10, Stuttgart 1976, s. kol. 155-222.
- Les écoles de Psellos et de Xiphilin sous Constantin IX Monomaque, „Travaux et Mémoires” 6(1976), s. 223-243.
- L'ecole de droit et 1'enseignement du droit i Byzance au XP siecle: Xiphilin et Psellos, „Travaux et Memoires” 7(1979), s. 1-103.
- Un programme iconographique du patriarche Tarasios ?, „Revue des études byzantines” 38 (1980), z. 1, s. 247-254.
- Les termes nomè et paidodidaskalos nomikos du „Livre de l'Éparque”, „Travaux et Mémoires” 8(1981), s. 531-541.
- Stephanos d'Athènes et Stephanos d'Alexandrie: Essai d'identification et de biographie, „Revue des études byzantines” 47(1989), z. 1, s. 5-89.
- La «Topographie Chrétienne» de Cosmas Indicopleustès: hypothèses sur quelques thèmes de son illustration, „Revue des études byzantines” 48(1990), z. 1, s. 155-191.
- Les commentaires de Stephanos d'Athènes au Prognostikon et aux Aphorismes d'Hippocrate: de Galien à la pratique scolaire alexandrine, „Revue des études byzantines” 50(1992), z. 1, s. 5-86.
- Stephanos d'Athènes (d'Alexandrie) et Théophile le Prôtospathaire, commentateurs des Aphorismes d'Hippocrate, sont-ils indépendants l'un de l'autre?, „Revue des études byzantines” 52(1994), z. 1, s. 5-68.
- Sources des commentaires de Stéphanos d'Athènes et de Théophile le Prôtospathaire aux Aphorismes d'Hippocrate, „Revue des études byzantines” 54(1996), z. 1, s. 5-66.
- Un «Pseudo-Galien» dans le commentaire de Stephanos d'Athènes aux Aphorismes d'Hippocrate, „Revue des études byzantines” 56(1998), z. 1, s. 5-78.
- Palladios – «le Pseudo-Galien» (Ὁ Νεώτερος Ἐξηγητής) – dans le commentaire de Stéphanos d'Athènes aux Aphorismes d'Hippocrate, „Revue des études byzantines” 58(2000), z. 1, s. 5-68.

### Recenzje
- [rec.] Studia byzantina et neohellenica neerlandica, edited by W. F. Barker, A. F. van Gemert, W. J. Aerts III, Leiden 1972, – „Revue des études byzantines” 32(1974), z. 1, s. 410-411.